# Grand Prix van Roussillon
De Grand Prix van Roussillon was een autorace in de Franse provincie Roussillon op het Circuit des Platanes de Perpignan in Perpignan. De race maakte van 1946 tot 1949 deel uit van de grand-prixseizoenen.
Op 1 en 2 oktober 1994 werd er een historische autorace op het circuit verreden, waar ook Maurice Trintignant, de winnaar van 1948, aanwezig was.

## Winnaars van de grand prix
- Hier worden alleen de races aangegeven die plaatsvonden tijdens de grand-prixseizoenen tot 1949 en Formule 1-races vanaf 1950.

| Jaar | Coureur             | Constructeur       | Locatie            | Verslag            |
| ---- | ------------------- | ------------------ | ------------------ | ------------------ |
| 1949 | Juan Manuel Fangio  | Maserati           | Perpignan          | Verslag            |
| 1948 | Race niet gehouden  | Race niet gehouden | Race niet gehouden | Race niet gehouden |
| 1947 | Eugène Chaboud      | Talbot-Lago        | Perpignan          | Verslag            |
| 1946 | Jean-Pierre Wimille | Alfa Romeo         | Perpignan          | Verslag            |